# August Johann Michael Encke
August Johann Michael Encke (* 10. Mai 1749 in Altluneberg; † 21. März 1795 in Hamburg) war ein deutscher evangelisch-lutherischer Geistlicher und Archidiakon an der Hauptkirche Sankt Jacobi in Hamburg.

## Leben
Im Bremischen geboren, besuchte Encke in seiner Jugend die Gelehrtenschule des Johanneums und ab 1769 auch das Akademische Gymnasium in Hamburg. Nach seiner Schulbildung studierte er ab 1770 Theologie an der Georg-August-Universität Göttingen. 1775 wurde er zum Prediger in Meyenburg bei Bremen gewählt und 1785 zum Diakon an der Hauptkirche Sankt Jakobi in Hamburg. Er trat dieses Amt am 13. März 1785 an, stieg im Januar 1795 zum Archidiakon auf, starb aber bereits drei Monate später.

## Familie
Enckes Vater, Georg Friedrich Encke (1724–1775), stammte aus Pausa im Vogtland, wurde 1748 Prediger in Altluneberg, heiratete im selben Jahr Sophia Susanna Blanken aus Horneburg, ging im Jahr 1755 nach Bexhövede und 1771 nach Beverstedt. Enckes jüngere Schwester, Hanna Friedrike Encke (1752–1792), war mit dem Hauptpastor an der Sankt Wilhadi-Kirche in Stade, Martin Gotthard Kunhardt  (1747–1805), verheiratet.
Encke heiratete am 12. Mai 1778 Maria Misler (1755–1811), Tochter des Oberaltensekretärs Johann Gottfried Misler (1720–1789), und hatte neun Kinder mit ihr. Von seinen Söhnen wurde Friedrich Encke Pastor in Eutin, Franz Encke Astronom und Direktor der Berliner Sternwarte und August Encke königlich preußischer Generalleutnant.

## Schriften
- Antrittspredigt bei der Gemeinde zu St. Jakobi. Hamburg 1785.